# メラワティの丘
メラワティの丘（メラワティのおか、ブキット・メラワティ、マレー語: Bukit Malawati〈Melawati〉、英語: Malawati〈Melawati〉 Hill）は、マレーシアのクアラ・セランゴールに位置するヒルフォート（英: hillfort〈丘の上の砦〉）が築かれた丘（マレー語: Bukit）である。メラワティの丘は、地元で人気の観光名所でありクアラ・セランゴール評議会により管理される。
ヒルフォートは、マラッカ海峡に流れ出るセランゴール川の河口にあって、インドネシアのスマトラ島との海峡の双方に見晴らしの良い位置にあり、戦略的に重要な地点を占めていた。メラワティの丘の歴史的史跡として、古い灯台や16世紀初頭の砦にさかのぼるメラワティ要塞（マレー語: Kota Malawati〈Melawati〉、英語: Malawati〈Melawati〉 Fort）などが知られるほか、メラワティの丘には、3人の初期セランゴールのスルタンの霊廟もある。

## 歴史
当初の砦は、16世紀初頭、マラッカ王国（14世紀末〈1400年頃〉-1511年）のスルタン、マームド・シャー（在位1488-1511年）の命令により、現地のマレー人によって構築された。17世紀末頃にかけてブギス族の入植者がマレー半島西海岸に定着し始め、1743年にセランゴール初のラージャ (マレー語: Yang di-Pertuan Besar〈Yamtuan Besar〉) となった Raja Lumu（在位1743-1766年）が、サラフディン・シャー（在位1766-1782年）としてセランゴールの初代スルタンに就いた。
1782年にサラフディンの後を継いだスルタン、イブラヒム・シャー（在位1782-1826年）は、オランダ（オランダ海上帝国）の進攻に備えての防衛措置として、要塞を一層強固なものにした。それにも関わらず、要塞は1784年7月13日に強襲され、クアラ・セランゴールはオランダ軍に占領された。このディルク・ファン・ホーヘンドルプ率いる激烈な軍事作戦は、当時オランダの拠点であったムラカ（マラッカ）のファモサ要塞に対して、イブラヒムの同盟者であるラジャ・ハジ・フィサビッリラーが行なった一連の襲撃に対する報復として実施された。ラジャ・ハジは戦いのなか殺されたが、オランダ側はラジャ・ハジに海上支援を供与したイブラヒム・シャーに報復を望んでいた。オランダ東インド会社 (VOC) は、その後、艦隊をクアラ・セランゴールに派遣し、スルタン・イブラヒム・シャーに向けて攻撃を仕掛けた。進攻するファン・ホーヘンドルプのオランダ東インド会社の大型艦隊は、2週間にわたり水上から大砲で要塞を攻撃し、スルタン・イブラヒム・シャーの勢力を付近のジャングルに追いやった。イブラヒム・シャー自身はブルナムに逃れ、その後パハンに避難した。
イブラヒムの逃走の後、オランダ勢は要塞を占領し、1797年にかけてオランダ領東インドの総督ウィレム・アーノルド・アルティングにちなんで要塞の名を、アルティングスバーグの砦（マレー語: Kubu Altingsburg、英語: Fort Altingburg）に変更した。その後、スルタン・イブラヒムは、1785年1月28日に兄弟の Dato' Penggawa Permatang Mahabijaya 〈Penggawa Tua〉および Bendahara Adb の助けを借りて戻り、要塞を奪還した。後に要塞はクラン戦争（セランゴール内戦、1867-1873年）のうちに破壊された。

## 史跡・見所

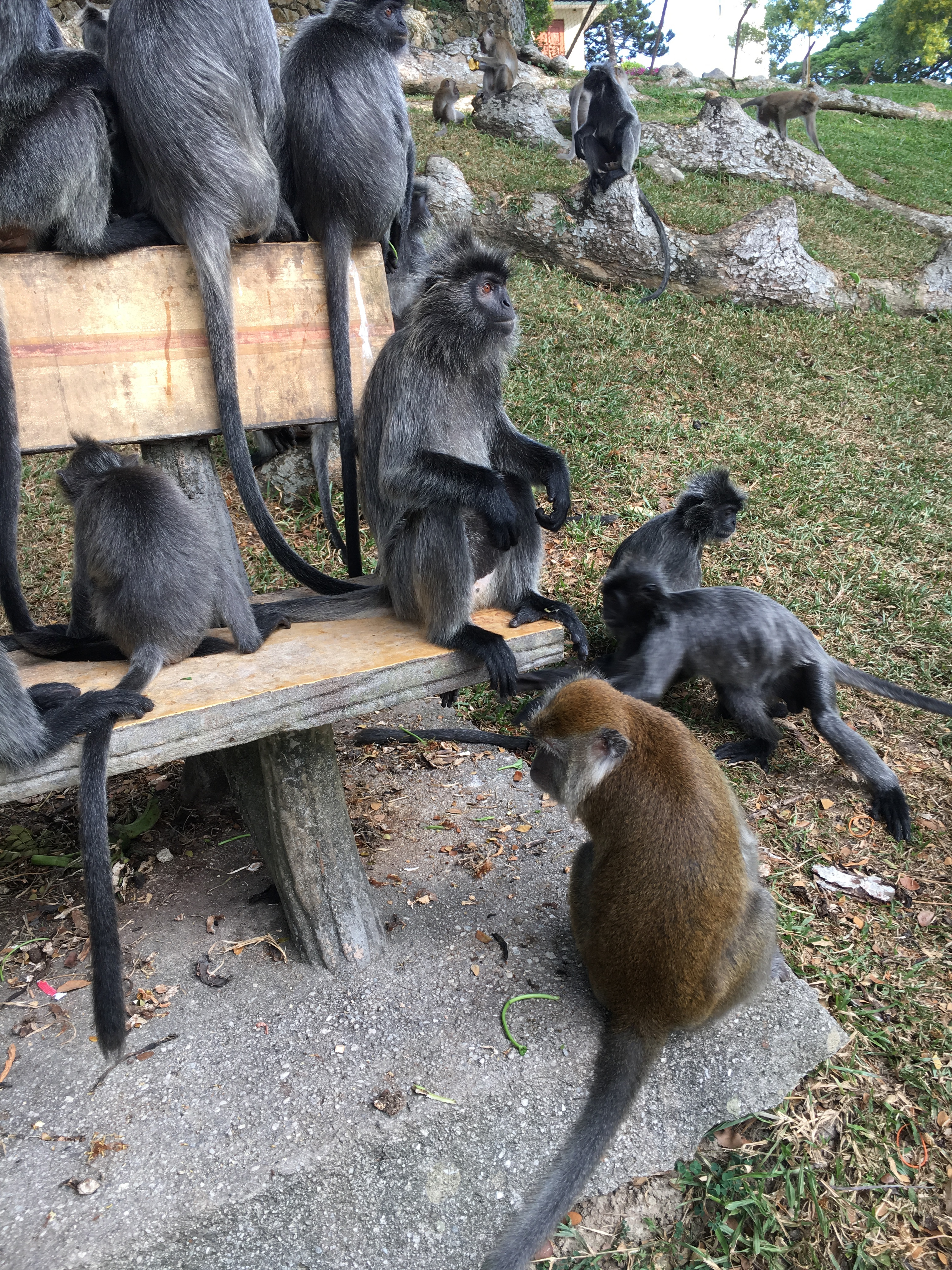
メラワティの丘のシルバールトン類（Selangor silvered langur）とカニクイザル

メラワティの丘（ブキット・メラワティ）は、クアラ・セランゴール自然公園やカンポン・クアンタンのホタル公園などその他の観光名所の近くに位置する。メラワティの丘（ヒルフォート）で有名なものに、路面列車の乗り物（トラム）、スルタンの霊廟、それに博物館などがある。
マラッカ海峡を展望するメラワティの丘は、サルが集まる場所としても有名であり、丘上にいるシルバールトン（シルバーリーフモンキー）類（英: Selangor silvered langur）は、よくヒトに慣れている。また、カニクイザルも生息する。

### クアラ・セランゴール灯台
クアラ・セランゴール灯台は、アルティングスバーグ灯台（マレー語: Rumah Api Altingsburgh）としても知られ、灯台は当初、1794年、オランダ領マラッカ（1641-1824年）の時代に建てられた。その後、イギリス領マラヤ（1874-1946年）の1907年に再改築された後、1910年より再び本格稼動を開始した。完全に機能する灯台は、今日、メラワティの丘の特徴的景観の1つを呈している。灯火標高73メートルで、現在は電気で作動する。毎15秒に2閃光し、光達距離は最大56キロメートルとなる。

### バトゥ・ハムパル（板石）
バトゥ・ハムパル（マレー語: Batu Hampar〈板石〉、英語: The Bedrock）は、縦横 5フィート (1.5 m)・厚さ 1.5フィート (0.5 m)ほどの方形の石で、台座に支えられ、メラワティの丘の中庭 30フィート (9.1 m) 四方の場所に置かれている。伝承によれば、板石は死刑執行の場であり、斬首に使用されたといわれる。また、セランゴールの第4代スルタン、アブドゥル・サマド（在位1857-1898年）は、板石に座って沈む夕日を眺めていたとも伝えられる。

### メラワティ要塞

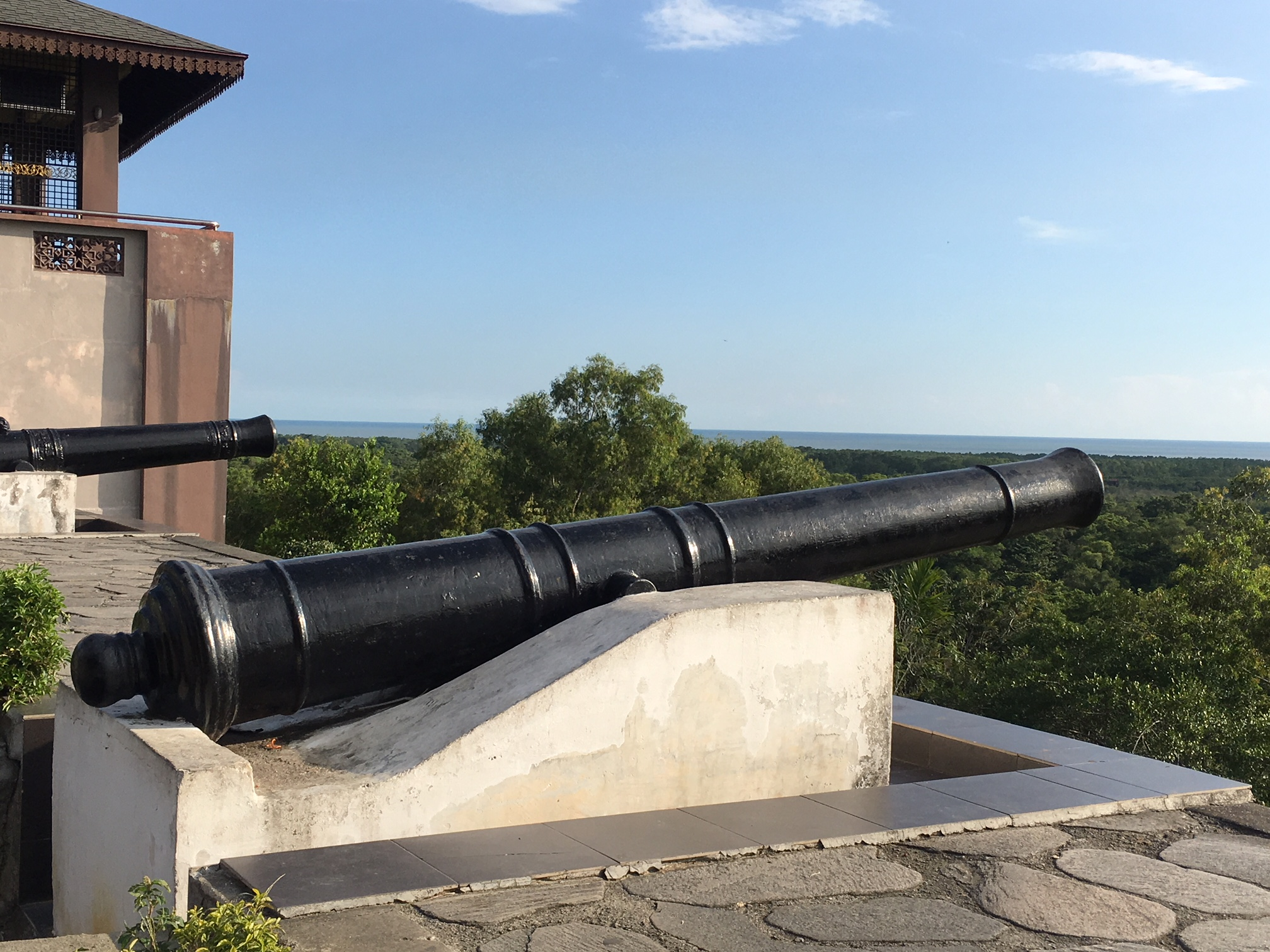
メラワティの丘のヒルフォートを固めた大砲

メラワティ要塞（マレー語: Kota Malawati）の大砲は、18世紀のセランゴール第2代スルタン、イブラヒム・シャーの治世のうちに築造された要塞を取り囲むように固める防備の輪として拡充された。

### 毒井戸
毒井戸（マレー語: Perigi Beracun）は、地元の伝承によれば、裏切り者の拷問のために使われたものとされる。犯罪者は、刑罰として顎の高さまでラテックスやタケノコなどの刺激物を混ぜ合わせた水溶液剤で満たされた井戸に入れられた。現在は安全のために鉄格子で覆われている。

### スルタンの霊廟
スルタンの霊廟（マレー語: Makam Diraja）は、セランゴールの当初の3人のスルタン、サラフディン・シャー、イブラヒム・シャー、ムハンマド・シャーならびにその妻、および同族のマフムド・シャーの墓所となる。一般には公開されていない。

### クアラ・セランゴール地区歴史博物館
クアラ・セランゴール地区歴史博物館（マレー語: Muzium Sejarah Daerah Kuala Selangor、英語: Kuala Selangor District Historical Museum）は、灯台からあまり遠くないところに位置し、かつてクアラ・セランゴール地区の官邸であった古いの建物を利用して開館している。セランゴールの初代スルタン、サラフディン (Raja Lumu) の時代に始まる墓石、武器、砲弾などの遺物、ジオラマの展示のほか、初期の通貨、スルタンに関するものなどクアラ・セランゴールやセランゴールの歴史について紹介される。火-日曜日9:30-17:30開館。無料。